# Adzjarië
Adzjarië (Georgisch: აჭარა, Atsjara ofwel: აჭარის ავტონომიური რესპუბლიკა, Atsjaris Avtonomioeri Respoeblika, Autonome Republiek van Adzjarië) is een autonome republiek in het zuidwesten van Georgië, grenzend aan de Zwarte Zee en Turkije. De regio heeft 363.212 inwoners (2024) en een oppervlakte van 2900 km².
De voorzitter van de autonome regering is sinds 7 april 2025 Soelchan Tamazasjvili. Hij volgde Tornike Rizjvadze op, die deze functie bijna zeven jaar bekleedde als jongste leider van Adzjarië. De autonome republiek heeft zes gemeenten. De helft van de Adzjaarse bevolking woont in hoofdstad Batoemi, de tweede stad van Georgië.

## Historie
Adzjarië maakte sinds de oudheid deel uit van Colchis en het Koninkrijk Iberië. Gekoloniseerd door Grieken in de 5e eeuw voor Christus, kwam de regio vanaf de 1e eeuw voor Christus onder Rome te vallen. Het werd vervolgens een deel van Egrisi (Lazica) voordat het in de 8e eeuw na Christus werd opgenomen in het koninkrijk Abchazië (Egrisi-Abchazië) wat in de 11e eeuw leidde tot de eenwording van het Koninkrijk Georgië. 

### Ottomaanse overheersing
Turkije betwiste regelmatig het gebied van Adzjarië en had er ook lange tijd controle over. De Ottomanen veroverden het gebied in 1614. De bevolking van Adzjarië bekeerde zich in deze periode geleidelijk tot de islam. Dat is in de 21e eeuw nog steeds zichtbaar, want ongeveer veertig procent van de bevolking in Adzjarië is moslim. Deze 'Moslim-Georgiërs' worden als de etnische subgroep Adzjaren aangeduid. De Ottomanen werden door de Russisch-Turkse Oorlog in 1878 gedwongen Adzjarië af te staan aan het zich uitbreidende Russische Rijk.

### Autonomie
Na een tijdelijke bezetting door Turkse en Britse troepen in 1918-1920, werd Adzjarië in juli 1920 door de Britten overgedragen aan de Democratische Republiek Georgië. De Georgiërs verleenden Adzjarië autonomie in de grondwet die op 21 februari 1921 gedurende de Sovjetinvasie van Georgië werd aangenomen.

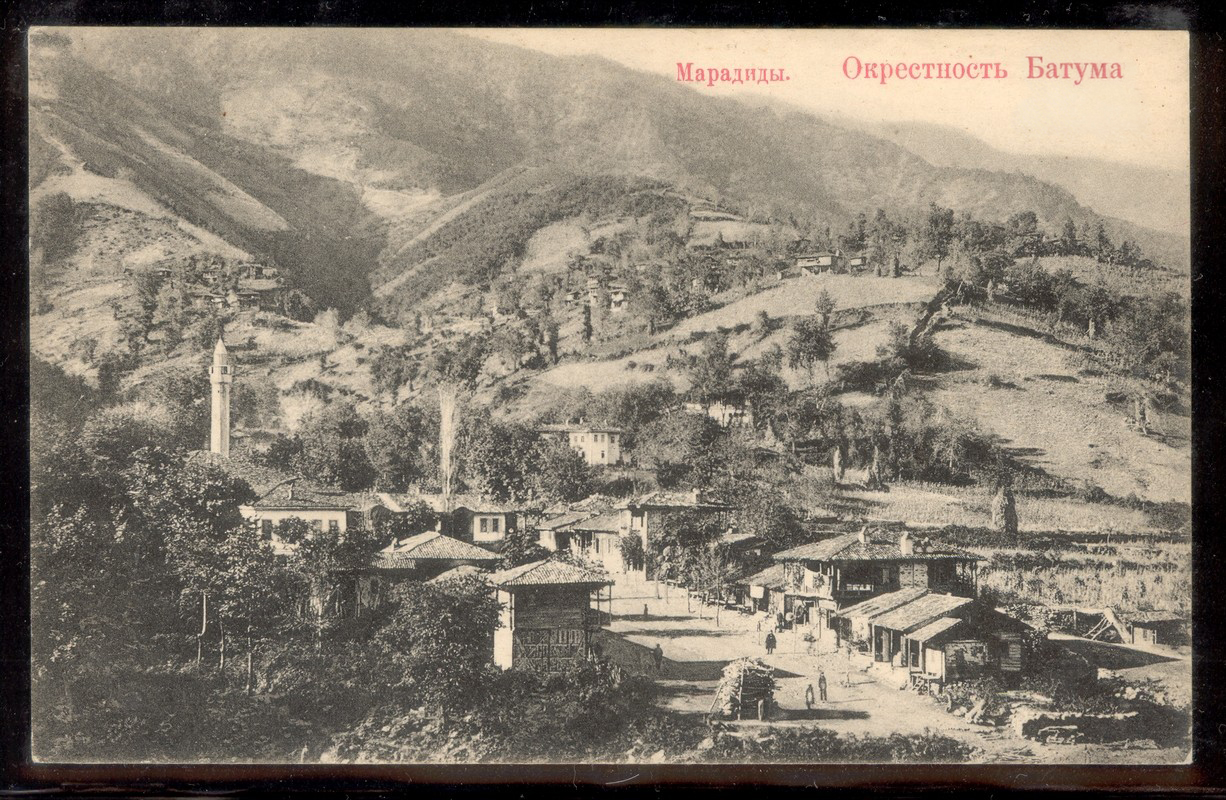
Grensdorpen Maradidi (afb.) en Sarpi werden door het verdrag van Kars gesplitst.

Na een kort militair conflict in maart 1921, waarin Turkije Batoemi bezette, stond de regering van Ankara het grondgebied af aan de inmiddels opgerichte Georgische Socialistische Sovjetrepubliek. Dit werd geformaliseerd in artikel VI van het verdrag van Kars op voorwaarde dat de moslimbevolking autonomie zou krijgen. In juli 1921 richtte de Sovjet-Unie de Adzjarische Autonome Socialistische Sovjetrepubliek (ASSR) op binnen de Georgische SSR. Het was daarmee de enige autonomie in de Sovjet-Unie die gebaseerd was op religie in plaats van etniciteit.
Terwijl eind 1990 de autonomie van Zuid-Ossetië werd ingetrokken door de Georgische sovjetregering, werd de Adzjaarse autonomie niet direct bedreigd. De nieuwe grondwet van het onafhankelijke Georgië, die in 1995 werd aangenomen, bevestigde niet expliciet maar wel feitelijk de autonome status van de inmiddels hernoemde Autonome Republiek Adzjarië door het erkennen van de bestuurslichamen en hun bijzondere plaats binnen de Georgische grondwettelijke context.
De autonomie ging in de jaren 1990 in de praktijk zo ver onder leiding van de regionale leider Aslan Abasjidze dat de Georgische regering onder leiding van Edoeard Sjevardnadze feitelijk geen grip meer hadden op het gebied. Abasjidze regeerde Adzjarië als een persoonlijk rijk en kon zijn staat binnen de staat bestendigen door corruptie, criminaliteit en smokkel, aangevuld met zijn eigen leger. Op nationaal niveau balanceerde hij tussen de verschillende politieke krachten in binnen- en buitenland.
Hij zorgde ook voor een flinke politieke voet in de Georgische hoofdstad Tbilisi. Zijn partij Democratische Unie voor Wederopleving had steevast tientallen zetels in het nationale parlement. Toen Micheil Saakasjvili in januari 2004 president van Georgië werd, onder meer met de belofte het centrale gezag weer te herstellen over de afvallige regio's Abchazië, Zuid-Ossetië en ook Adzjarië, werd het Abasjidze duidelijk dat zijn positie wankelde.

### Adzjarië crisis 2004

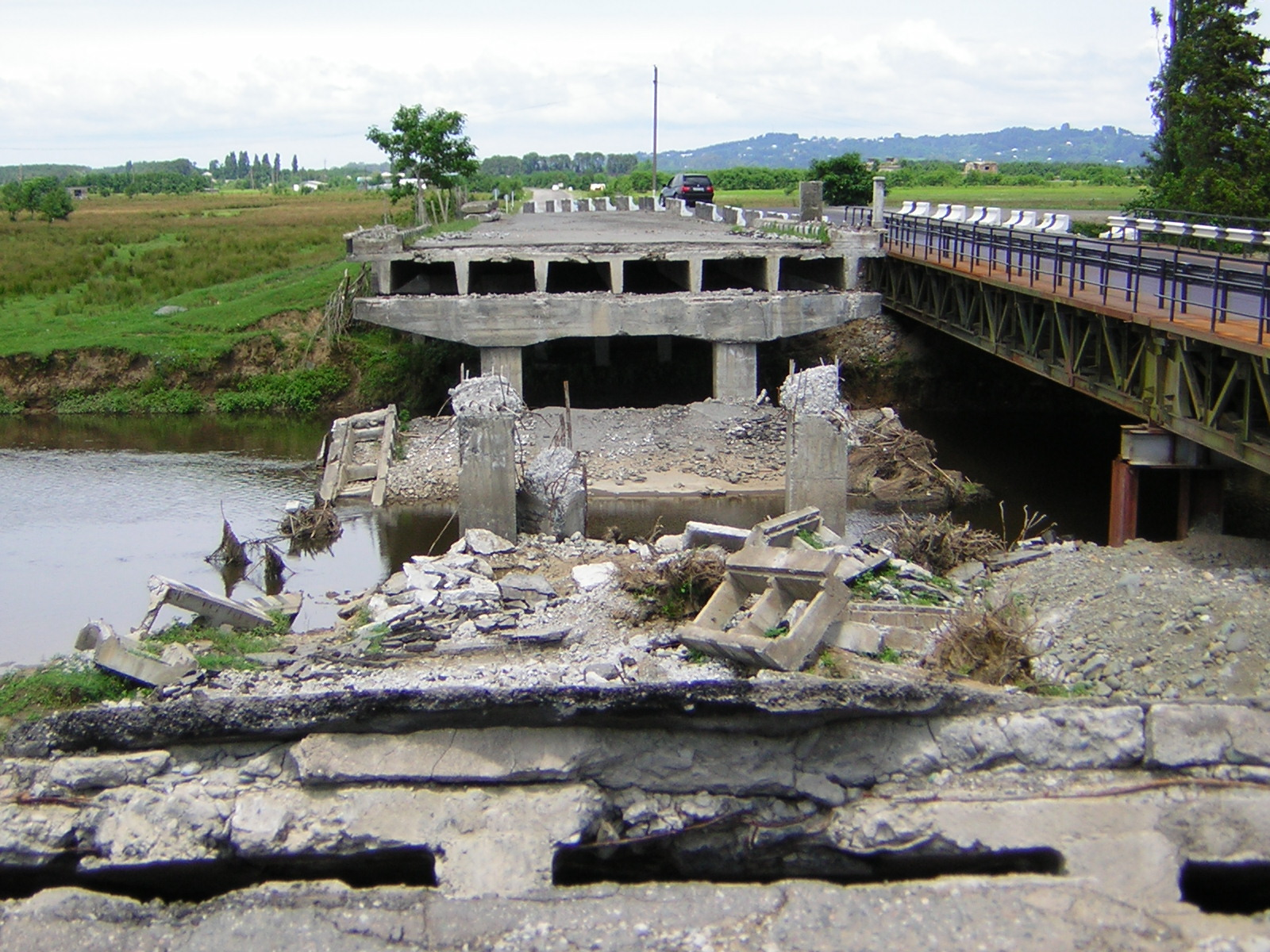
Verwoeste brug over de Tsjoloki

In maart 2004 bezocht Abasjidze tweemaal Moskou om steun te zoeken tegen de dreiging die hij zag in Saakasjvili's verkiezingsbelofte. De Russische regering nam Abasjidze verbaal in bescherming en waarschuwde de Georgiërs tegen gewapend ingrijpen. Op 14 maart 2004 ontstond een conflict tussen milities van Adzjarië en de centrale autoriteiten van Georgië. In opmaat naar de Georgische parlementsverkiezingen in die maand wilde president Saakasjvili op campagne in de regio, maar hem werd geweigerd de binnenlandse grens bij de rivier Tsjoloki over te steken.
De Georgische regering verzamelde zich in havenstad Poti en stelde een ultimatum en een economische blokkade in. De situatie de-escaleerde tijdelijk, toen enkele dagen later een overeenkomst tussen beide partijen werd gesloten. Na de verkiezingen, waarbij de partij van Abasjidze de kiesdrempel van 7% niet haalde, liepen de spanningen weer op. In april 2004 weigerde Abasjidze in te gaan op eisen uit Tbilisi om de paramilitaire eenheden op te heffen en tot ontwapening over te gaan, waarna Abasjidze de noodtoestand weer uitriep en reservisten mobiliseerde.

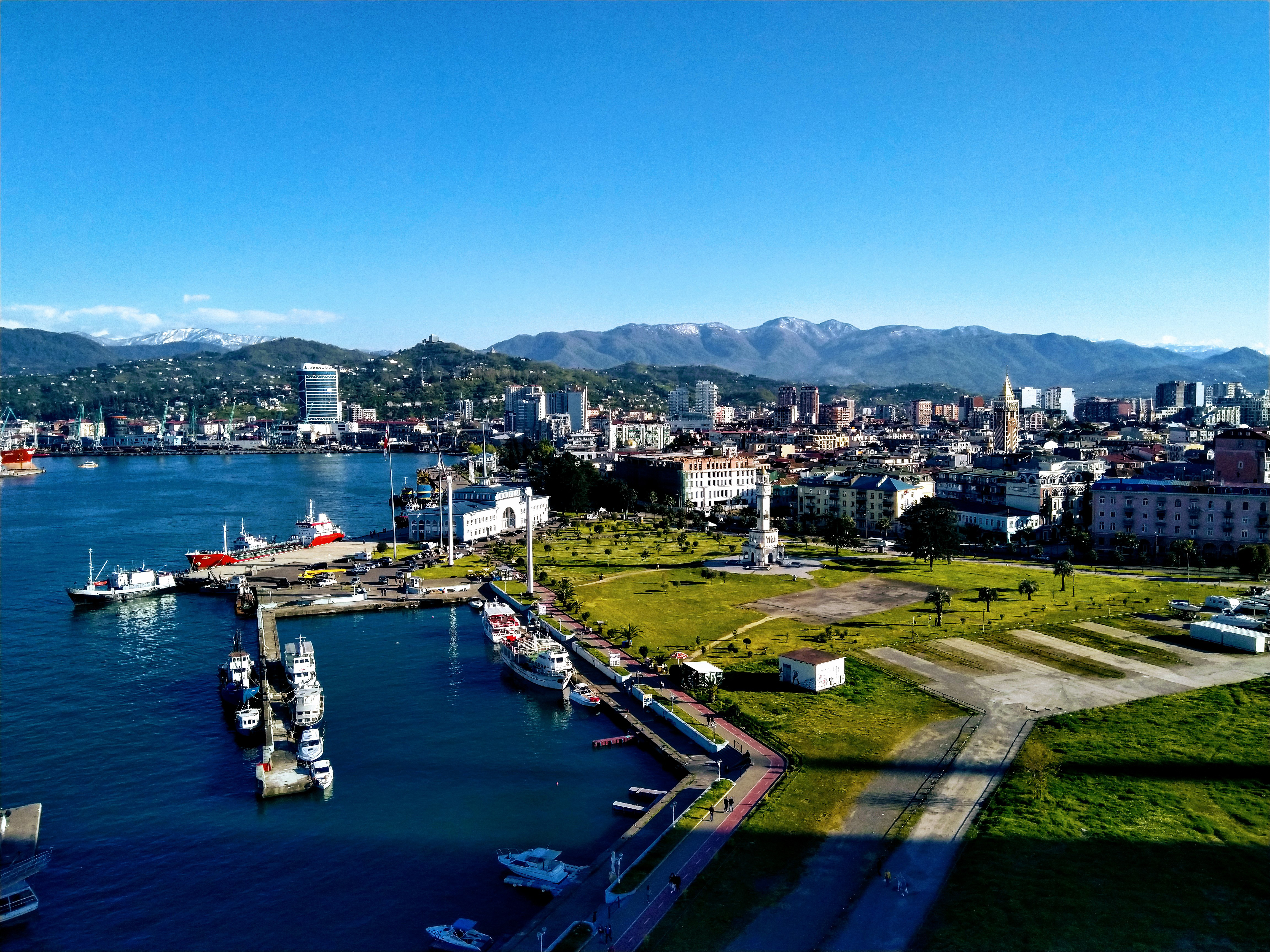
Hoofdstad Batoemi werd vanaf 2004 opgeknapt.

In reactie hierop hield het Georgische leger de grootste oefeningen tot dan toe op hun basis bij Poti, ongeveer 30 kilometer van de Adzjaarse grens. Dit voedde paranoia bij Abasjidze en hij beval bruggen op te blazen in de belangrijkste wegen vanuit het noorden, in de Poti-Batoemi hoofdweg over de Tsjoloki en in de (Ozoergeti - Koboeleti) weg bij Kakoeti. Deze situatie en het toenemende geweld tegen oppositiegeluid in Adzjarië resulteerde in massaal burgerprotest. Op 6 mei 2004 vluchtte Abasjidze naar Moskou en was de crisis voorbij, zonder dat de Georgische troepen een voet in Adzjarië hadden gezet.
Op 4 juli 2004 werd Adzjaarse autonomie bekrachtigd in de Georgische wet, waarna Levan Varsjalomidze benoemd werd tot voorzitter van de Adzjaarse regering. De regering Saakasjvili begon met de re-integratie van Adzjarië in Georgië en zette in op het aanjagen van de lokale economie en de toeristische ontwikkeling van Batoemi.

## Geografie

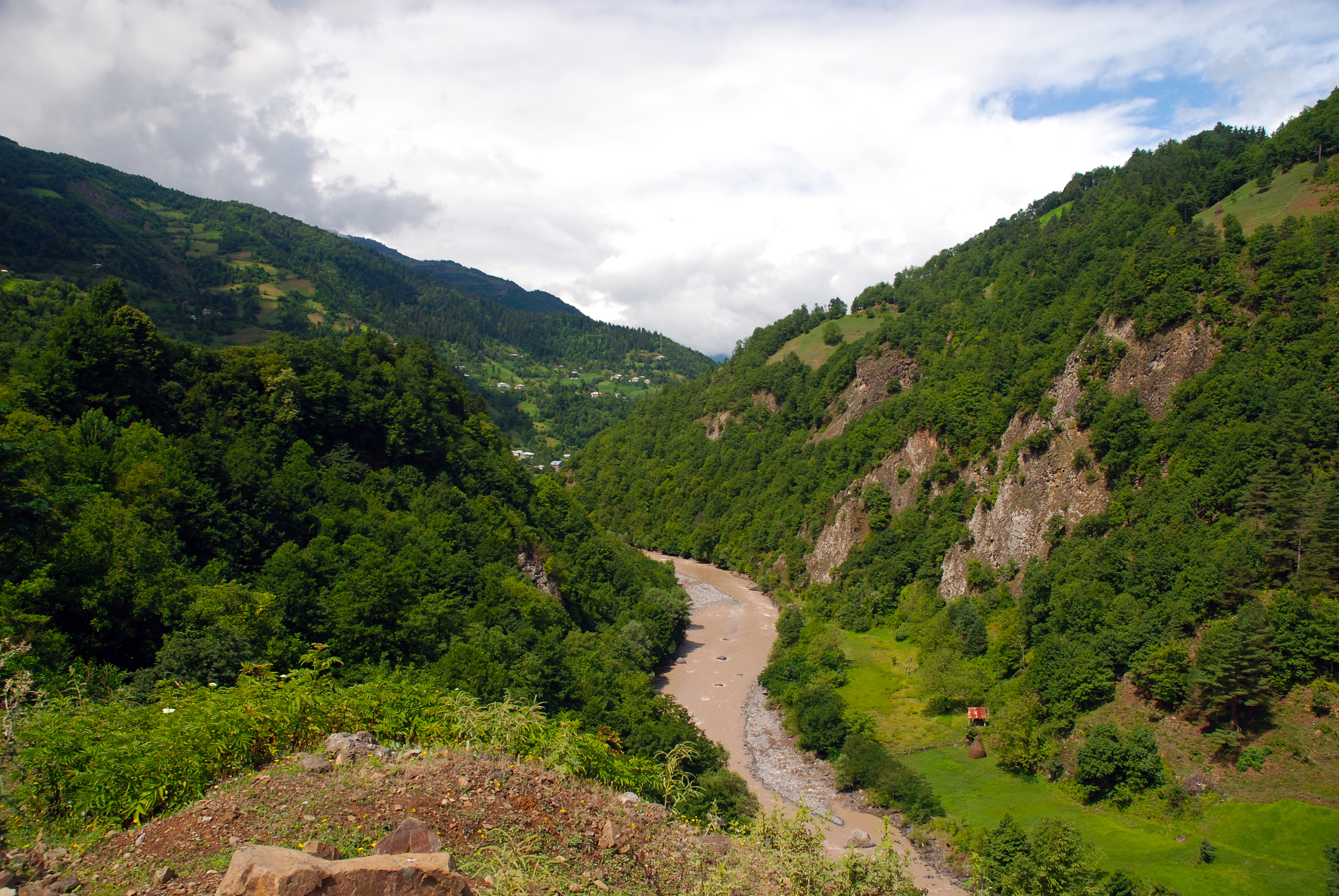
Adjaristskali, "rivier van Adzjarië"

Adzjarië ligt aan de Zwarte Zee en grenst in het zuiden aan Turkije, in het oosten aan de regio Samtsche-Dzjavacheti en in het noorden aan Goeria. De autonome republiek ligt in de westelijke uitlopers van de Kleine Kaukasus en kent hierdoor een ruig en moeilijk toegankelijk binnenland met verschillende sub-gebergtes. 
Het kustgebied ten noorden van badplaats Koboeleti is vlak, maar ten zuiden daarvan komt het Meschetigebergte dicht bij de kust, wat een krappe en bergachtige kuststrook geeft. Bij de monding van de zuidelijk gelegen rivier Tsjorochi kon de stad Batoemi ontstaan. De betrekkelijk hoge bergen dicht bij de kust zorgen ook voor veel neerslag. Adzjarië is de natste regio van de Kaukasus en in het verleden van de voormalige Sovjet-Unie als geheel. 

### Gebergtes

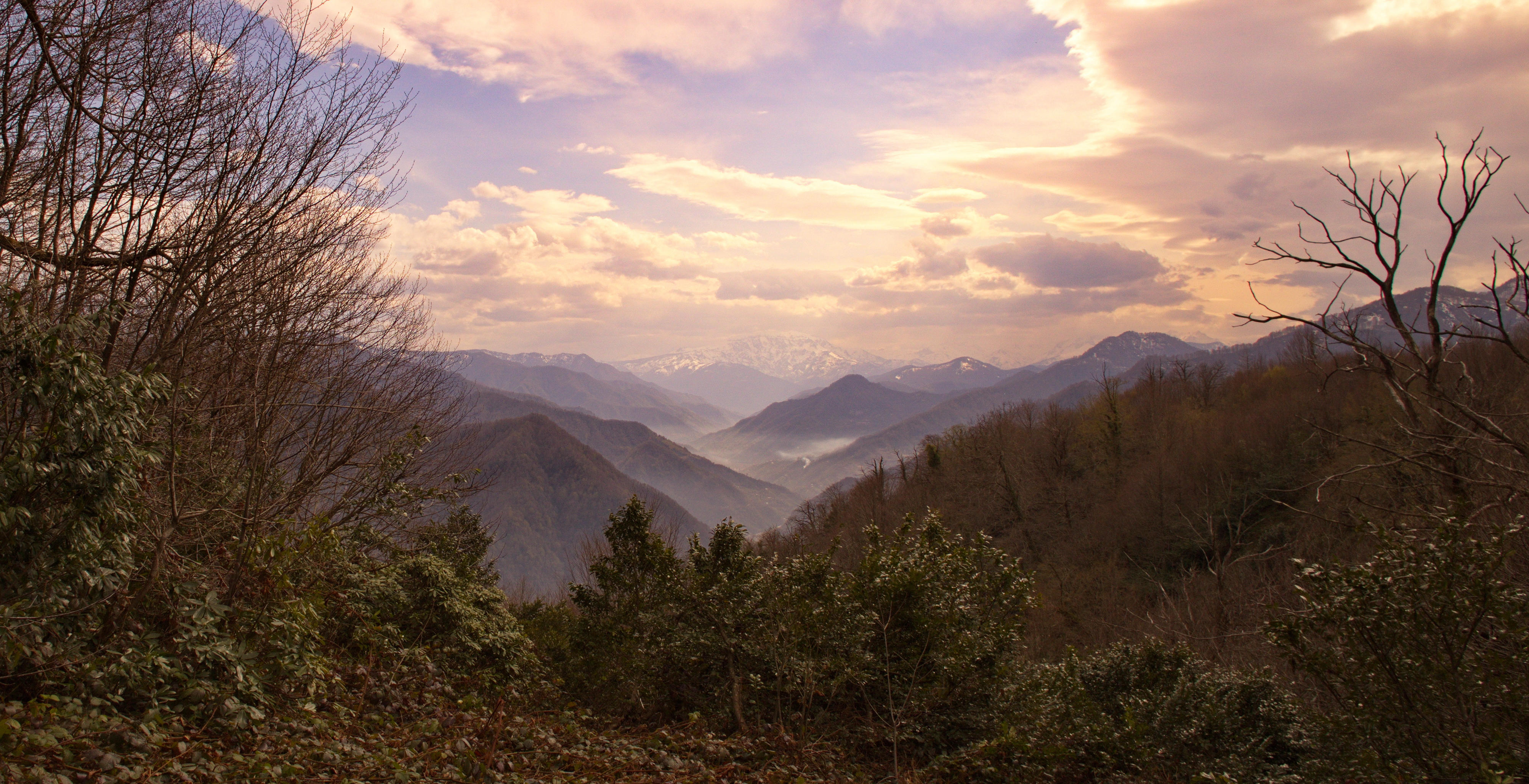
Meschetigebergte

De hoogste bergen van Adzjarië zijn te vinden in het noordoostelijk, oostelijk en zuidoostelijk grensgebied, met hoogtes tussen de 2500 en 3000 meter boven zeeniveau. Het Meschetigebergte strekt zich in noordoostelijke richting uit van Batoemi naar Goeria. Ten zuiden van de Adjaristskali, de belangrijkste rivier door de regio, vormt het Sjavsjetigebergte de grens met Turkije.
Het Arsianigebergte vormt de natuurlijke grens met de regio Samtsche-Dzjavacheti. In dit gebergte is de 2986 meter hoge Kentsjaoeli (Kanli) de hoogste bergtop van Adzjarië, in de zuidoostelijke punt op de grens met Turkije (district Posof). Rond de 2027 meter hoge Goderdzi-pas, in de hoofdweg tussen Batoemi en Achaltsiche, is een wintersportgebied.
De bergachtige geografie rond Batoemi gaf bereikbaarheidsproblemen door toenemende drukte van het (internationale) verkeer. Een kostbaar project werd aangevangen voor de verlegging van de nationale hoofdroute S2 (E97) door het bergachtige binnenland, onder andere door vele tunnels in plaats van door de stad.

## Bestuur
Adzjarië heeft zes gemeenten: 
| - Batoemi (stadsgemeente) - Chelvatsjaoeri - Choelo | - Keda - Koboeleti - Sjoeachevi |

Binnen deze zes gemeenten zijn in totaal 329 bewoonde kernen, waaronder:
- Twee steden: Batoemi en Koboeleti
- Vijf daba's: Choelo, Keda, Otsjchamoeri, Sjoeachevi en Tsjakvi
- 322 dorpen, waaronder Chelvatsjaoeri en Sarpi. Deze zijn ingedeeld over 61 administratieve gemeenschappen (თემი, temi)

## Demografie
Adzjarië telde op 1 januari 2024 363.212 inwoners, een groei van bijna negen procent ten opzichte van de volkstelling van 2014. In tegenstelling tot de meeste andere Georgische regio's neemt de bevolking van Adzjarië toe. De groei komt voornamelijk voor rekening van de stad Batoemi, die na de val van het regime Abasjidze in 2004 gerevitaliseerd is. De stad, waar de helft van Adzjarië woont, is gegroeid naar tweede grootste stad in Georgië.
| Bevolkingsontwikkeling van de Autonome Republiek Adzjarië | Bevolkingsontwikkeling van de Autonome Republiek Adzjarië | Bevolkingsontwikkeling van de Autonome Republiek Adzjarië | Bevolkingsontwikkeling van de Autonome Republiek Adzjarië | Bevolkingsontwikkeling van de Autonome Republiek Adzjarië | Bevolkingsontwikkeling van de Autonome Republiek Adzjarië | Bevolkingsontwikkeling van de Autonome Republiek Adzjarië | Bevolkingsontwikkeling van de Autonome Republiek Adzjarië | Bevolkingsontwikkeling van de Autonome Republiek Adzjarië | Bevolkingsontwikkeling van de Autonome Republiek Adzjarië | Bevolkingsontwikkeling van de Autonome Republiek Adzjarië | Bevolkingsontwikkeling van de Autonome Republiek Adzjarië | Bevolkingsontwikkeling van de Autonome Republiek Adzjarië | Bevolkingsontwikkeling van de Autonome Republiek Adzjarië | Bevolkingsontwikkeling van de Autonome Republiek Adzjarië | Bevolkingsontwikkeling van de Autonome Republiek Adzjarië | Bevolkingsontwikkeling van de Autonome Republiek Adzjarië | Bevolkingsontwikkeling van de Autonome Republiek Adzjarië | Bevolkingsontwikkeling van de Autonome Republiek Adzjarië |
| | 1959                                                      | 1970                                                      | 1979                                                      | 1989                                                      | 2002*                                                     | 2002**                                                    | 2014                                                      | 2020                                                      | 2024                                                      |                                                           |                                                           |                                                           |                                                           |                                                           |                                                           |                                                           |                                                           |                                                           |
| Adzjarië | 245.286                                                   | 309.768                                                   | 354.179                                                   | 392.707                                                   | 376.016                                                   | 342.088                                                   | 333.953                                                   | 351.892                                                   | 363.212                                                   |                                                           |                                                           |                                                           |                                                           |                                                           |                                                           |                                                           |                                                           |                                                           |
| --- | --------------------------------------------------------- | --------------------------------------------------------- | --------------------------------------------------------- | --------------------------------------------------------- | --------------------------------------------------------- | --------------------------------------------------------- | --------------------------------------------------------- | --------------------------------------------------------- | --------------------------------------------------------- | --------------------------------------------------------- | --------------------------------------------------------- | --------------------------------------------------------- | --------------------------------------------------------- | --------------------------------------------------------- | --------------------------------------------------------- | --------------------------------------------------------- | --------------------------------------------------------- | --------------------------------------------------------- |
| Batoemi | 82.328                                                    | 100.603                                                   | 122.815                                                   | 136.609                                                   | 121.806                                                   | -                                                         | 152.839                                                   | 169.095                                                   | 183.181                                                   |                                                           |                                                           |                                                           |                                                           |                                                           |                                                           |                                                           |                                                           |                                                           |
| Chelvatsjaoeri | 42.870                                                    | 61.905                                                    | 71.887                                                    | 83.562                                                    | 90.843                                                    | -                                                         | 51.189                                                    | 52.568                                                    | 52.799                                                    |                                                           |                                                           |                                                           |                                                           |                                                           |                                                           |                                                           |                                                           |                                                           |
| Choelo | 28.159                                                    | 34.282                                                    | 38.782                                                    | 39.388                                                    | 33.430                                                    | -                                                         | 23.327                                                    | 26.258                                                    | 28.250                                                    |                                                           |                                                           |                                                           |                                                           |                                                           |                                                           |                                                           |                                                           |                                                           |
| Keda | 17.204                                                    | 19.065                                                    | 19.232                                                    | 19.928                                                    | 20.024                                                    | -                                                         | 16.760                                                    | 16.773                                                    | 16.346                                                    |                                                           |                                                           |                                                           |                                                           |                                                           |                                                           |                                                           |                                                           |                                                           |
| Koboeleti | 54.401                                                    | 70.717                                                    | 78.382                                                    | 88.107                                                    | 88.063                                                    | -                                                         | 74.794                                                    | 72.159                                                    | 68.093                                                    |                                                           |                                                           |                                                           |                                                           |                                                           |                                                           |                                                           |                                                           |                                                           |
| Sjoeachevi | 20.324                                                    | 23.196                                                    | 23.081                                                    | 25.113                                                    | 21.850                                                    | -                                                         | 15.044                                                    | 15.039                                                    | 14.543                                                    |                                                           |                                                           |                                                           |                                                           |                                                           |                                                           |                                                           |                                                           |                                                           |
| * Uit onderzoek na volkstelling 2014 is gebleken dat volkstelling 2002 8-9 procent te hoog is uitgevallen. **Gecorrigeerde data op basis van retro-projectie 1994-2014 i.s.m. VN. |                                                           |                                                           |                                                           |                                                           |                                                           |                                                           |                                                           |                                                           |                                                           |                                                           |                                                           |                                                           |                                                           |                                                           |                                                           |                                                           |                                                           |                                                           |

### Etniciteit en religie

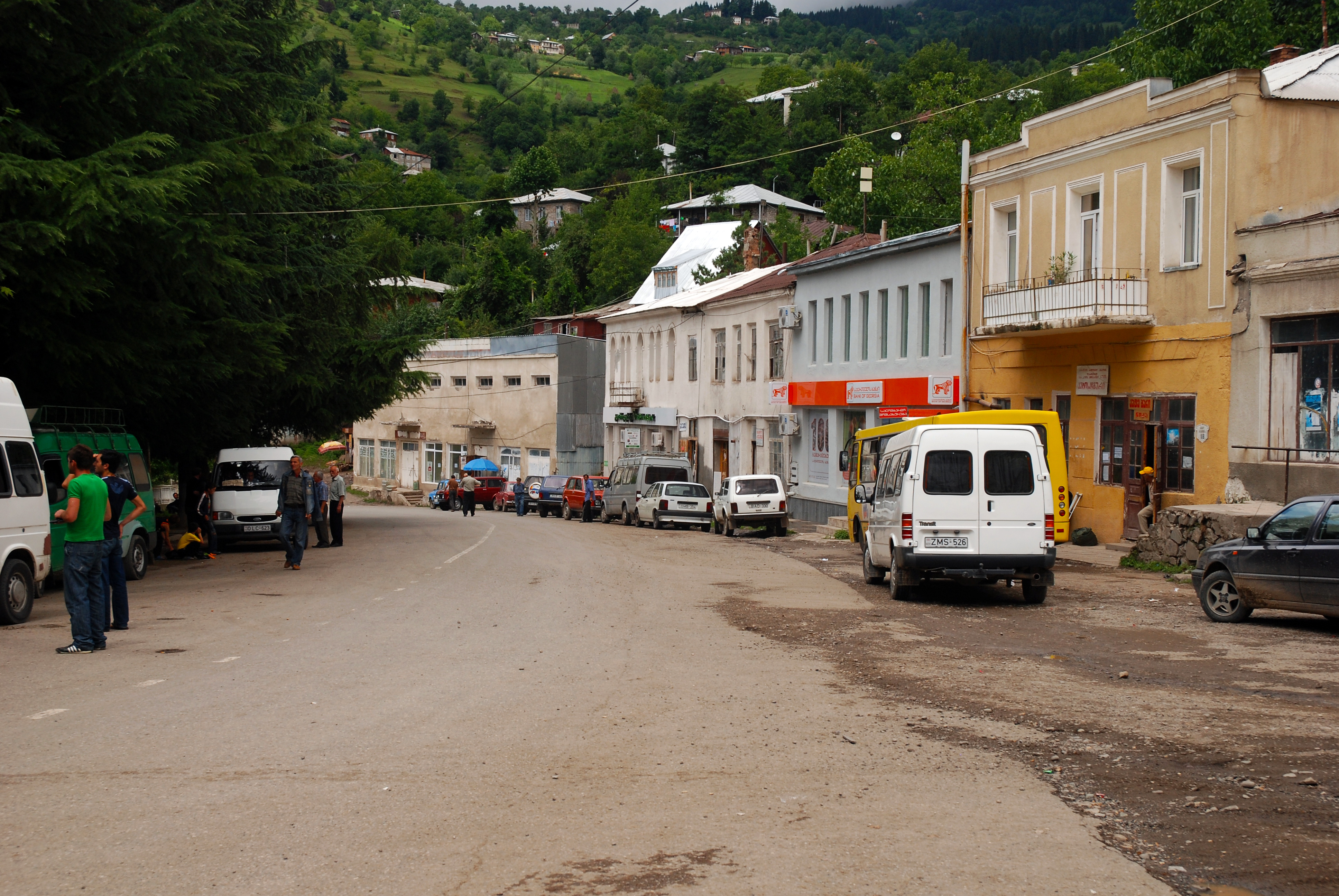
Choelo, waar veel Moslim-Georgiërs wonen.

De bevolking van Adzjarië bestaat volgens de volkstelling van 2014 voor het overgrote deel uit Georgiërs (96,0%). Etnische minderheden zijn Armeniërs (1,6%) en Russen (1,1%). Zij wonen vrijwel exclusief in Batoemi. Verder zijn er kleine gemeenschappen Oekraïners (0,2%), Grieken (0,2%) en Azerbeidzjanen (0,1%).
De bevolking van Adzjarië bekeerde zich gedurende de Ottomaanse overheersing van het gebied tot de islam. Zij worden ook wel 'Moslim-Georgiërs' genoemd. Sinds de onafhankelijkheid in 1991 heeft de Georgisch-Orthodoxe Kerk terrein gewonnen ten koste van de islam. 55% van de bevolking in Adzjarië beschouwt zich orthodox christelijk, met name in Batoemi (69%) en Koboeleti (65%). In het achterland van Adzjarië ligt dat anders: in het diep in de bergen gelegen Choelo verklaart bijna 95% zich moslim, maar ook de andere districten kennen een ruime meerderheid moslim. Overige godsdiensten spelen een marginale rol.